# Andrzeiowskia cardamine
Andrzeiowskia cardamine Rchb. – gatunek roślin z rodziny kapustowatych. Reprezentuje monotypowy rodzaj Andrzeiowskia. Występuje w Bułgarii, Grecji, Azji Mniejszej, w zachodniej części Kaukazu i w zachodniej Syrii.

## Morfologia
PokrójRoślina zielna (roczna lub dwuletnia), naga lub owłosiona, włoski są pojedyncze.
LiścieSiedzące, uszkowatą nasadą obejmujące łodygę, o blaszce pierzasto podzielonej.
KwiatyBiałe.
OwoceŁuszczyny podługowate do równowąskich, wzniesione i przylegające do osi kwiatostanu.

## Systematyka
Pozycja systematyczna
Gatunek i rodzaj z rodziny kapustowatych (Brassicaceae), w jej obrębie o niejasnej pozycji systematycznej.